# Putjata
Putjata (in russo Путята?) (fl. XI secolo) fu il primo tysjackij di Novgorod ad essere menzionato in un resoconto storico slavo.
Secondo le Cronache di Ioachim, visse durante il regno di Vladimir il Grande e, dopo il Battesimo di Kiev, convertì al cristianesimo gli abitanti di Novgorod "con la spada", mentre il posadnik Dobrynja li convertiva "con il fuoco".